# Мілі (гори)
Мілі — гірський хребет в південній частині Лабрадору, Ньюфаундленд і Лабрадор, Канада. Гори лежать на південь від озера Мелвілл і займають площу близько 26495 км².
Мілі охоплюють п'ять із десяти екорегіонів провінції Лабрадор, в тому числі прибережні пустищі, високогірну субарктичну тундру, високогірні бореальні ліси, середньогірські бореальні ліси, і аапа-болото Висота гірського хребта сягає понад 1000 м, з найвищою точкою понад 1180 м.
На значній частині гірського хребта і його околицях було створено національний заповідник 31 липня 2015, що займає площу близько 10 700 км²

## Ресурси Інтернету
- Canadian Parks and Wilderness Society

| Земля | Це незавершена стаття з географії. Ви можете допомогти проєкту, виправивши або дописавши її. |